# 伍贻业
伍贻业（1935年11月—），经名伊布拉欣，男，回族，江苏南京人，中国历史学家、伊斯兰教人物，南京大学教授，曾任中国伊斯兰教协会副会长、顾问，第九、十届全国政协委员。